# Колориметрія (наука)
Колориметрія, іноді Кольорометрія (від лат. color — колір та грец. μετρεω — міряти) — наука, що досліджує методи вимірювання, вираження кількості кольору і відмінностей кольорів, що виникла у минулому столітті.
Головну роль в її розвитку відіграло відкриття німецьким математиком Г. Грассманом законів, за якими кожен колір є сумою трьох інших кольорів, узятих у певних частках. При цьому такі кольори мають бути незалежними, тобто два з них, змішуючись, не повинні давати третій.

## Сприйняття кольорів людиною
Визначення кольорового випромінювання пов'язано з суб'єктивним його сприйняттям, яке є різним у людей і залежить від умов спостереження. На практиці широко використовують такі суб'єктивні характеристики, як колірний тон, насиченість.